# Sainte-Geneviève (Sekwana Nadmorska)
Sainte-Geneviève – miejscowość i gmina we Francji, w regionie Normandia, w departamencie Sekwana Nadmorska.
Według danych na rok 1990 gminę zamieszkiwały 253 osoby, a gęstość zaludnienia wynosiła 18 osób/km² (wśród 1421 gmin Górnej Normandii Sainte-Geneviève plasuje się na 653. miejscu pod względem liczby ludności, natomiast pod względem powierzchni na miejscu 173.).